# Cremastus stigmaterus
Cremastus stigmaterus là một loài tò vò trong họ Ichneumonidae.